# 지식인의 아편
지식인의 아편 ( The Opium of Intellectuals ) 은 레몽 아롱이 1955년에 쓴 저서로 그당시 지식인들이 마르크스주의에 경도된 것을 비판한 내용을 담고 있다.  이 책의 제목은 카를 마르크스가 말한 '종교는 민중의 아편'이란 말을 변형한 것으로 공산주의가 지식인의 아편이라고 표현한 것이다.  주요 비판에 인용된 인물은 장 폴 사르트르였고 마르크스의 사상과 니체의 실존주의를 혼합한 형태를 비판하였다.  